# سیروس احمدی
سیروس احمدی مدیر تجاری، پژوهشگر و ورزشکار استرالیایی-ایرانی است.

## زندگی
احمدی در ایران به تدریس در دانشگاه مشغول بود. سپس برای ادامه تحصیل به استرالیا رفت اما برنامه ای برای ماندن در استرالیا نداشت. زمانی که در سیدنی زندگی می‌کرد و دوستان و اقوام خود را برای مهاجرت به استرالیا راهنمایی می‌کرد، به حرفهٔ مهاجرت علاقه‌مند شد. وی پس از دریافت دکترای خود از دانشگاه سیدنی، مدرک تحصیلات تکمیلی خود را در رشته حقوق مهاجرت از دانشگاه ملی استرالیا اخذ کرد و از سال ۲۰۰۸ در استرالیا در حوزهٔ مهاجرت فعالیت دارد.
احمدی در ۱۱ می ۲۰۲۴ در طول پنج ساعت موفق شد تعداد ۲۰ هزار و ۳۴ کرانچ را به ثبت برساند و رکورد جهان را تغییر دهد. بعد از ثبت این رکورد، نایب‌رئیس فدراسیون جهانی آمادگی جسمانی (WFF) لوحی را به احمدی تقدیم کرد.

احمدی سوابقی نیز در قایقرانی دارد.

## کتاب‌ها
- مهاجرت با حفظ پیوند با سرزمین مادری: راهکارهای قانونی مهاجرت به استرالیا، تهران: نخستین ۱۳۹۵
- اکسیژن‌رسانی عضلانی و آسیب عضلانی: نظارت بر اکسیژن‌رسانی ماهیچه‌ها و فعالیت میوالکتریک پس از تمرینات آسیب‌زا، وی.دی. ام ورلگ، ۲۰۰۸